# Cyanea comata
Cyanea comata är en klockväxtart som beskrevs av Wilhelm B. Hillebrand. Cyanea comata ingår i släktet Cyanea, och familjen klockväxter. Inga underarter finns listade i Catalogue of Life.